# Circonscription du Dodécanèse
La circonscription du Dodécanèse (en grec Εκλογική περιφέρεια Δωδεκανήσων) est une circonscription législative de la Grèce. Elle correspond au territoire du nome du Dodécanèse (el). Elle compte 189 242 électeurs inscrits en janvier 2015.

Situation de la circonscription du Dodécanèse

## Élections législatives de mai 2012

### Résultats
La circonscription du Dodécanèse élit cinq députés en mai 2012. Les élections ont lieu au scrutin proportionnel plurinominal avec prime majoritaire et un seuil de représentation de 3 % des suffrages exprimés au niveau national.
108 710 électeurs se sont exprimés sur 187 944 inscrits, soit un taux de participation de 57,84 %. Parmi les vingt-trois listes candidates, trois listes obtiennent au moins un siège dans la circonscription.
| Rang | Liste                              | Nombre de voix | Pourcentage des voix | Nombre de sièges |
| ---- | ---------------------------------- | -------------- | -------------------- | ---------------- |
| 1    | Nouvelle Démocratie                | +19 550,       | 18,57 %              | 3                |
| 2    | Grecs indépendants                 | +18 750,       | 17,81 %              | 1                |
| 3    | Mouvement socialiste panhellénique | +17 887,       | 16,99 %              | 1                |
| 4    | SYRIZA                             | +11 715,       | 11,13 %              | 0                |
| 5    | Aube dorée                         | +06 456,       | 6,13 %               | 0                |
| 6    | Gauche démocrate                   | +06 279,       | 5,96 %               | 0                |
| 7    | Parti communiste de Grèce          | +06 268,       | 5,95 %               | 0                |

### Députés

#### Nouvelle Démocratie
La liste de la Nouvelle Démocratie est en tête et obtient trois sièges.
| Rang | Nom                           | Nombre de voix |
| ---- | ----------------------------- | -------------- |
| 1    | Vassilios-Nikolaos Ypsilantis | +07 983,       |
| 2    | Emmanouíl Kónsolas            | +05 156,       |
| 3    | Ioannis Pappas                | +04 533,       |

#### Grecs indépendants
La liste des Grecs indépendants est deuxième et obtient un siège.
| Rang | Nom              | Nombre de voix |
| ---- | ---------------- | -------------- |
| 1    | Tsambika Iatridi | +12 514,       |

#### Mouvement socialiste panhellénique
La liste du Mouvement socialiste panhellénique est troisième et obtient un siège.
| Rang | Nom                   | Nombre de voix |
| ---- | --------------------- | -------------- |
| 1    | Dimitrios Kremastinos | +08 372,       |

## Élections législatives de juin 2012

### Résultats
La circonscription du Dodécanèse élit cinq députés en juin 2012. Les sièges sont répartis à l'issue d'un scrutin proportionnel plurinominal avec prime majoritaire entre les listes ayant obtenu au moins 3 % des suffrages exprimés au niveau national.
104 441 électeurs se sont exprimés sur 187 960 inscrits, soit un taux de participation de 55,57 %. Parmi les dix-huit listes candidates, quatre listes obtiennent au moins un siège dans la circonscription.
| Rang | Liste                              | Nombre de voix | Pourcentage des voix | Nombre de sièges |
| ---- | ---------------------------------- | -------------- | -------------------- | ---------------- |
| 1    | Nouvelle Démocratie                | +33 410,       | 32,38 %              | 2                |
| 2    | SYRIZA                             | +23 608,       | 22,88 %              | 1                |
| 3    | Mouvement socialiste panhellénique | +17 211,       | 16,68 %              | 1                |
| 4    | Grecs indépendants                 | +09 852,       | 9,55 %               | 1                |
| 5    | Aube dorée                         | +06 158,       | 5,97 %               | 0                |
| 6    | Gauche démocrate                   | +04 881,       | 4,73 %               | 0                |
| 7    | Parti communiste de Grèce          | +02 726,       | 2,64 %               | 0                |

### Députés

#### Nouvelle Démocratie
La liste de la Nouvelle Démocratie est en tête et obtient deux sièges.
| Rang | Nom                           |
| ---- | ----------------------------- |
| 1    | Vassilios-Nikolaos Ypsilantis |
| 2    | Emmanouíl Kónsolas            |

#### SYRIZA
La liste de la SYRIZA est deuxième et obtient un siège.
| Rang | Nom             |
| ---- | --------------- |
| 1    | Dimítrios Gákis |

#### Mouvement socialiste panhellénique
La liste du Mouvement socialiste panhellénique est troisième et obtient un siège.
| Rang | Nom                   |
| ---- | --------------------- |
| 1    | Dimitrios Kremastinos |

#### Grecs indépendants
La liste des Grecs indépendants est quatrième et obtient un siège.
| Rang | Nom              |
| ---- | ---------------- |
| 1    | Tsambika Iatridi |

## Élections législatives de janvier 2015

### Résultats
La circonscription du Dodécanèse élit cinq députés en janvier 2015. Les sièges sont répartis à l'issue d'un scrutin proportionnel plurinominal avec prime majoritaire entre les listes ayant obtenu au moins 3 % des suffrages exprimés au niveau national.
105 956 électeurs se sont exprimés sur 189 242 inscrits, soit un taux de participation de 55,99 %. Parmi les dix-sept listes candidates, trois listes obtiennent au moins un siège dans la circonscription.
| Rang | Liste                              | Nombre de voix | Pourcentage des voix | Nombre de sièges |
| ---- | ---------------------------------- | -------------- | -------------------- | ---------------- |
| 1    | SYRIZA                             | +34 259,       | 33,26 %              | 3                |
| 2    | Nouvelle Démocratie                | +33 568,       | 32,59 %              | 1                |
| 3    | Mouvement socialiste panhellénique | +08 014,       | 7,78 %               | 1                |
| 4    | Aube dorée                         | +05 697,       | 5,53 %               | 0                |
| 5    | Grecs indépendants                 | +05 478,       | 5,32 %               | 0                |
| 6    | La Rivière                         | +05 008,       | 4,86 %               | 0                |
| 7    | Parti communiste de Grèce          | +03 436,       | 3,34 %               | 0                |

### Députés
La répartition des sièges au sein de chaque liste élue dépend du nombre de voix obtenues individuellement par chaque candidat, suivant le système du vote préférentiel. Dans la circonscription du Dodécanèse, les listes peuvent comporter jusqu'à sept candidats. Les électeurs peuvent exprimer un vote préférentiel pour un maximum de deux candidats sur la liste pour laquelle ils votent.

#### SYRIZA
La liste de la SYRIZA est en tête et obtient trois sièges.
| Rang | Nom                   | Nombre de voix |
| ---- | --------------------- | -------------- |
| 1    | Nektarios Santorinios | +11 370,       |
| 2    | Dimitrios Gakis       | +09 420,       |
| 3    | Ilias Kamateros       | +07 993,       |

#### Nouvelle Démocratie
La liste de la Nouvelle Démocratie est deuxième et obtient un siège.
| Rang | Nom                | Nombre de voix |
| ---- | ------------------ | -------------- |
| 1    | Emmanouil Konsolas | +11 863,       |

#### Mouvement socialiste panhellénique
La liste du Mouvement socialiste panhellénique est troisième et obtient un siège.
| Rang | Nom                   | Nombre de voix |
| ---- | --------------------- | -------------- |
| 1    | Dimitrios Kremastinos | +06 159,       |